# Nordlig fjädermossa
Nordlig fjädermossa (Neckera oligocarpa) är en bladmossart som beskrevs av Bruch in Ångström 1842. Nordlig fjädermossa ingår i släktet fjädermossor, och familjen Neckeraceae. Arten är reproducerande i Sverige. Inga underarter finns listade i Catalogue of Life.